# Konstantin von Witzleben
Konstantin August Wilhelm von Witzleben (* 31. Oktober 1784 in Halberstadt; † 7. April 1845 in Glatz) war ein preußischer Generalleutnant und Kommandant der Festung Glatz.

## Leben

### Herkunft
Er entstammt dem thüringischen Uradelsgeschlecht Witzleben. Seine Eltern waren der preußische Generalmajor Heinrich Günther von Witzleben und dessen Ehefrau Amalie Caroline Luise Wilhelmine, geborene Freiin von Wulff aus dem Hause Füchteln. Sein Bruder Karl Ernst Job Wilhelm von Witzleben wurde preußischer Kriegsminister.

### Militärkarriere
Witzleben kam am 3. Oktober 1797 als Gefreitenkorporal in das Infanterieregiment 18 des Kronprinzen. Dort avancierte er bis Februar 1803 zum Sekondeleutnant. Im Vierten Koalitionskrieg kämpfte er in der Schlacht bei Auerstedt, dem Gefecht bei Nordhausen und nahm an der Kapitulation bei Prenzlau teil. Danach wurde er inaktiv gestellt.
Nach dem Krieg wurde Witzleben am 15. Februar 1809 im 1. Garde-Regiment zu Fuß angestellt. Dort wurde er am 9. August 1811 Premierleutnant und am 18. März 1812 Stabskapitän und Kommandeur der Leibgarde. Im Vorfeld der Befreiungskriege stieg er am 12. Juni 1813 zum Kapitän auf. Während des Krieges wurde er in der Schlacht bei Großbeeren verwundet und mit dem Eisernen Kreuz II. Klasse ausgezeichnet. Später kämpfte Witzleben bei Ligny und erhielt für Belle Alliance das Eiserne Kreuz I. Klasse sowie den Orden der Heiligen Anna II. Klasse. Er nahm auch an den Belagerungen von Maulbeuge, Philippeville sowie der Blockade von Charleville teil. Am 8. Mai 1815 wurde er als Major in das Infanterie-Regiment 25 versetzt. Am 6. November 1816 wurde er zum Kommandeur des Garde-Schützen-Bataillons ernannt und erhielt dann den Auftrag, in Luxemburg das Infanterie-Regiment 36 aufzustellen. Ab dem 27. August 1818 war Witzleben Kommandeur des Kaiser Franz Garde-Grenadier-Regiments 2.
Am 18. Juni 1825 erhielt er das Dienstkreuz. Am 30. März 1827 folgte mit Patent vom 17. April 1827 seine Beförderung zum Oberstleutnant und Witzleben fungierte auch als Mitglied der Kommission zur Überarbeitung der Militärgesetze. Dafür erhielt er am 18. Januar 1829 den Roten Adlerorden III. Klasse und wurde am 30. März 1830 Oberst. Am 26. November 1834 wurde ihm der russische Sankt-Stanislaus-Orden II. Klasse verliehen. Am 30. März 1836 wurde er zum Kommandeur der 9. Landwehr-Brigade ernannt und am 5. April 1836 dem Kaiser Franz Grenadier-Regiment aggregiert. Am 30. März 1838 erfolgte seine Beförderung zum Generalmajor. Am 9. Juli 1839 wurde Witzleben zum Direktor der Divisionsschule der 9. Division ernannt und war in dieser Eigenschaft auch Vorsitzender der Prüfungskommission für Fähnriche. Am 12. September 1841 erhielt er den Roten Adlerorden II. Klasse, zudem wurde er zum Senior des Eisernen Kreuzes II. Klasse ernannt. Am 3. Oktober 1844 wurde er dann zum Kommandeur der Festung Glatz ernannt und am 22. März 1845 zum Generalleutnant befördert. Er starb dort aber bereits am 7. April 1845.

### Familie
Witzleben heiratete am 1. August 1811 auf Marquardt Johanna Rudolfine Luitgarde von Bischoffwerder (* 1. August 1794; † 10. Februar 1869), eine Tochter des Generals Hans Rudolf von Bischoffwerder. Das Paar hatte mehrere Kinder:
- Hans Max (1812–1888), preußischer Generalmajor ⚭ Julie Karoline Luise Adelaide Gräfin von Lynar (1818–1893)
- Blanka (* 18. März 1814; † 21. Dezember 1855), Stiftsdame in Ilmenau